# Metropolia Modena-Nonantola
Metropolia Modena-Nonantola – metropolia Kościoła rzymskokatolickiego we Włoszech, jedna z trzech metropolii w regionie kościelnym Emilia-Romania. 
Powstała 22 sierpnia 1855. W jej skład wchodzi metropolitalna archidiecezja Modena-Nonantola oraz pięć diecezji. Od 2015 godność metropolity sprawuje abp Erio Castellucci. 
W skład metropolii wchodzą:
- Archidiecezja Modena-Nonantola
  - Diecezja Carpi
  - Diecezja Fidenza
  - Diecezja Parmy
  - Diecezja Piacenza-Bobbio
  - Diecezja Reggio Emilia-Guastalla